# Буран (космический корабль)
«Бура́н» — советский орбитальный корабль-ракетоплан многоразовой транспортной космической системы (МТКС), созданный в рамках программы «Энергия — Буран».
Первый и единственный космический полёт «Буран» совершил 15 ноября 1988 года в автоматическом режиме, без экипажа на борту; больше его не запускали («Буран» был рассчитан на 100 полётов в космос:2).
Ряд технических решений, полученных при создании «Бурана», были использованы в СССР и зарубежной ракетно-космической технике.

## Назначение
«Буран» предназначался для:
- выведения на орбиты, обслуживания на них и возвращения на Землю космических аппаратов, космонавтов и грузов;
- проведения военно-прикладных исследований и экспериментов по обеспечению создания больших космических систем с использованием оружия на давно известных и недавно изученных физических принципах;
- решения целевых задач в интересах народного хозяйства, науки и обороны;
- комплексного противодействия мероприятиям вероятного противника по расширению использования космического пространства в военных целях[3].

### Как военно-политическая система
По мнению зарубежных специалистов, «Буран» был ответом на аналогичный американский проект «Спейс шаттл» и задумывался как военная система, которая, впрочем, была ответом на, как тогда считали, планировавшееся применение в военных целях американских шаттлов.
Программа имеет свою предысторию:

В 1972 г. Никсон объявил, что в США начинает разрабатываться программа «Space Shuttle». Она была объявлена как национальная, рассчитанная на 60 пусков челнока в год, предполагалось создать 4 таких корабля; затраты на программу планировались в 5 миллиардов 150 миллионов долларов в ценах 1971 г.
Челнок выводил на околоземную орбиту 29,5 т и мог спускать с орбиты груз до 14,5 т. Вес, выводимый на орбиту при помощи одноразовых носителей в Америке, даже не достигал 150 т/год, а тут задумывалось в 12 раз больше; ничего с орбиты не спускалось, а тут предполагалось возвращать 820 т/год… Это была не просто программа создания какой-то космической системы под девизом снижения затрат на транспортные расходы (наши, нашего института проработки показали, что никакого снижения фактически не будет наблюдаться), она имела явное целевое военное назначение.
— Директор Центрального НИИ машиностроения Ю. А. Мозжорин
Многоразовые космические системы имели в СССР как сильных сторонников, так и авторитетных противников. Желая окончательно определиться с МКС (многоразовая космическая система), ГУКОС решил выбрать авторитетного арбитра в споре военных с промышленностью, поручив головному институту Минобороны по военному космосу (ЦНИИ 50) провести научно-исследовательскую работу (НИР) по обоснованию необходимости МКС для решения задач по обороноспособности страны. Но и это не внесло ясности, так как генерал Мельников, руководивший этим институтом, решив подстраховаться, выпустил два «отчёта»: один — в пользу создания МКС, другой — против. В конце концов оба этих отчёта, обросшие многочисленными авторитетными «Согласовано» и «Утверждаю», встретились в самом неподходящем месте — на столе Д. Ф. Устинова. Раздражённый результатами «арбитража», Устинов позвонил Глушко и попросил ввести его в курс дела, представив подробную информацию по вариантам МКС, но Глушко неожиданно отправил на встречу с секретарём ЦК КПСС, кандидатом в члены Политбюро, вместо себя — Генерального конструктора — своего сотрудника, и. о. начальника 162 отдела Валерия Бурдакова.
Приехав в кабинет Устинова на Старой площади, Бурдаков стал отвечать на вопросы секретаря ЦК. Устинова интересовали все подробности: зачем нужна МКС, какой она может быть, что нам для этого нужно, зачем в США создают свой «Шаттл», чем это нам грозит. Как впоследствии вспоминал Валерий Павлович, Устинова интересовали в первую очередь военные возможности МКС, и Бурдаков представил ему своё видение использования орбитальных челноков как возможных носителей термоядерного оружия, которые могут базироваться на постоянных военных орбитальных станциях в немедленной готовности к нанесению сокрушительного удара в любой точке планеты.
Представленные перспективы МКС настолько глубоко взволновали и заинтересовали Устинова, что он в кратчайший срок подготовил решение, которое было обсуждено в Политбюро, утверждено и подписано Л. И. Брежневым, а тема многоразовой космической системы получила максимальный приоритет среди всех космических программ в партийно-государственном руководстве и ВПК.
Чертежи и фотографии Шаттла были впервые получены в СССР по линии ГРУ в начале 1975 года. Сразу же были проведены две экспертизы на военную составляющую: в военных НИИ и в Институте прикладной математики под руководством Мстислава Келдыша. Выводы: «будущий корабль многоразового использования сможет нести ядерные боеприпасы и атаковать ими территорию СССР практически из любой точки околоземного космического пространства» и «Американский шаттл грузоподъёмностью 30 тонн в случае его загрузки ядерными боеголовками способен совершать полёты вне зоны радиовидимости отечественной системы предупреждения о ракетном нападении. Совершив аэродинамический манёвр, например, над Гвинейским заливом, он может выпустить их по территории СССР» — подтолкнули руководство СССР к созданию ответа — «Бурана».

И говорят, что мы будем туда летать раз в неделю, понимаете… А целей и грузов нет, и сразу возникает опасение, что они создают корабль под какие-то будущие задачи, про которые мы не знаем. Возможно применение военное? Безусловно.
— Вадим Лукашевич — историк космонавтики, кандидат технических наук

И вот они это продемонстрировали на том, что над Кремлём они прошлись на «Шаттле», вот это был всплеск наших военных, политиков, и так было принято решение в одно время: отработка методики перехвата космических целей, высоких, с помощью самолётов.
— Магомед Толбоев, Герой России Заслуженный лётчик-испытатель РФ
К 1 декабря 1988 года был по крайней мере один засекреченный запуск «Шаттла» с военными задачами (номер полёта по кодификации НАСА — STS-27). В 2008 году стало известно, что во время полёта по заданию NRO и ЦРУ был выведен на орбиту всепогодный разведывательный спутник Lacrosse 1, который делал снимки в радиодиапазоне способом радиолокации.
В США заявляли, что система «Спейс шаттл» создавалась в рамках программы гражданской организации — НАСА. Целевая космическая группа под руководством вице-президента С. Агню в 1969—1970 годах разработала несколько вариантов перспективных программ мирного освоения космического пространства после окончания лунной программы.
В 1972 году Конгресс, основываясь на экономическом анализе, поддержал проект создания многоразовых челноков взамен одноразовых ракет.

## История
На авиасалоне в Ле-Бурже, 1989 год
В апреле 1973 года в ВПК с привлечением головных институтов (ЦНИИМаш, НИИТП, ЦАГИ, ВИАМ, 50 ЦНИИ, 30 ЦНИИ) был разработан и разослан на рассмотрение и согласование в МОМ, МАП и МО СССР и ряд других смежных министерств проект Решения ВПК по проблемам, связанным с созданием многоразовой космической системы. В правительственном Постановлении № П137/VII от 17 мая 1973 года, помимо организационных вопросов, содержался пункт, обязывающий «министра С. А. Афанасьева и В. П. Глушко подготовить в четырёхмесячный срок предложения о плане дальнейших работ».
Тактико-техническое задание на разработку многоразовой космической системы выдано Главным управлением космических средств Министерства обороны СССР и утверждено Дмитрием Устиновым 8 ноября 1976 года. В том же году головным разработчиком корабля стало специально созданное НПО «Молния». Новое объединение возглавил Глеб Лозино-Лозинский, уже в 1960-е годы работавший над проектом многоразовой авиационно-космической системы «Спираль».
Производство орбитальных кораблей осуществлялось на Тушинском машиностроительном заводе с 1980 года; к 1984 году был готов первый полномасштабный экземпляр. С завода корабли доставлялись водным транспортом (на барже под тентом) в город Жуковский, а оттуда (с аэродрома Раменское) — воздушным транспортом (на специальном самолёте-транспортировщике ВМ-Т) — на аэродром «Юбилейный» космодрома Байконур.
В 1984 году в ЛИИ им. М. М. Громова были сформированы экипажи для испытания аналога «Бурана» — БТС-02, которые проводились вплоть до 1988 года. Эти же экипажи планировались и для первого пилотируемого полёта «Бурана».
Отбор лётчиков-испытателей на полёт на «Буране» был поручен лётчику-космонавту, Герою Советского Союза И. Волку весной 1977 г. Требовалось отобрать 7 человек с хорошей физической подготовкой для новой сверхсекретной программы. Ими стали В. Букреев, А. Щукин, Р. Станкявичюс, А. Левченко, О. Кононенко, А. Лысенко и Н. Садовников.
Первым погиб Виктор Букреев. 17 мая 1977 года, во время взлёта на самолёте МиГ-25ПУ на аэродроме ЛИИ в Жуковском, в процессе разбега сложилась носовая стойка шасси, самолёт загорелся. Букреев получил сильные ожоги и скончался в больнице 22 мая, командир экипажа лётчик-испытатель Лебединский Э. А. остался жив и невредим.
Вторым погиб Александр Лысенко 23 июня того же года. Выполнялся испытательный полёт на учебно-боевом самолёте МиГ-23УБ. Самолёт сорвался в штопор и упал на окраине г. Егорьевка, экипаж погиб.
Третьим погиб Олег Кононенко 8 сентября 1980 года, во время взлёта с палубы ТАКР «Минск» на самолёте СВВП Як-38. Самолёт упал в море, не сумев набрать высоту и затонул вместе с лётчиком.
Основной экипаж:
- Волк, Игорь Петрович — командир.
- Станкявичюс, Римантас Антанас — 2-й пилот.

Дублирующий экипаж:
- Левченко, Анатолий Семёнович — командир.
- Щукин, Александр Владимирович — 2-й пилот.

### Аэродромы и лётные испытания
Для посадок космоплана «Буран» был специально построен аэродром «Юбилейный» на Байконуре с усиленной ВПП размерами 4500×84 м (основной аэродром посадки — «Посадочный комплекс орбитального корабля»). Кроме того, были подготовлены два запасных аэродрома для «Бурана»:
- «Западный запасной аэродром» — аэропорт Симферополь в Крыму с реконструированной ВПП размерами 3701×60 м (45°02′42″ с. ш. 33°58′37″ в. д.HGЯO)[20];
- «Восточный запасной аэродром» — военный аэродром Хороль в Приморском крае с ВПП размерами 3700×70 м (44°27′04″ с. ш. 132°07′28″ в. д.HGЯO).

На этих трёх аэродромах (и в их районах) были развёрнуты комплексы радиотехнических систем навигации, посадки, контроля траектории и управления воздушным движением «Вымпел» для обеспечения штатной посадки «Бурана» (в автоматическом и ручном режиме).
С целью обеспечения готовности к вынужденной посадке «Бурана» (в ручном режиме) построены или усилены ВПП ещё на четырнадцати аэродромах, в том числе вне территории СССР (на Кубе, в Ливии).
В 1984—1988 годах в ОКБ им. О. К. Антонова Киевским авиационным производственным объединением был сконструирован и построен самолёт большой грузоподъёмности Ан-225 «Мрия», предназначенный для транспортировки орбитального корабля к месту старта и с запасных аэродромов после посадки.
Полноразмерный аналог «Бурана», имевший обозначение БТС-002(ГЛИ), был изготовлен для лётных испытаний в атмосфере Земли. В его хвостовой части стояли четыре турбореактивных двигателя, позволявшие ему взлетать с обычного аэродрома. В 1985—1988 годах его использовали в ЛИИ МАП СССР для отработки системы управления и системы автоматической посадки, а также для подготовки лётчиков-испытателей перед полётами в космос.
10 ноября 1985 года в ЛИИ МАП СССР совершил первый атмосферный полёт полноразмерный аналог «Бурана» (машина 002 ГЛИ — горизонтальные лётные испытания). Пилотировали машину лётчики-испытатели ЛИИ Игорь Петрович Волк и Р. А. Станкявичюс.
Ранее приказом МАП СССР от 23 июня 1981 года № 263 был создан Отраслевой отряд космонавтов-испытателей Минавиапрома СССР в составе: Волк И. П., Левченко А. С., Станкявичюс Р. А. и Щукин А. В. (первый набор).

## Полёт
Первоначально старт многоразового орбитального корабля «Буран» был назначен на 29 октября 1988 года, однако за 51 секунду до запланированного времени запуска автоматика дала команду на отмену из-за нештатного отвода фермы стартовой башни с приборами прицеливания.
Успешный и единственный космический полёт «Бурана» состоялся 15 ноября 1988 года. Ракета-носитель «Энергия», стартовавшая с космодрома Байконур в 06:00:02 по московскому времени, вывела корабль на околоземную орбиту. Запуск был осуществлён во время резко ухудшившихся метеоусловий, что потребовало специального экстренного решения Технического руководства пуском и Государственной комиссии. После отделения от ракеты-носителя в 06:08:03 мск были осуществлены два манёвра довыведения корабля на рабочую орбиту высотой 263/251 км. Затем была выполнена перезагрузка оперативной памяти бортового цифрового вычислительного комплекса (БЦВК) для работы на участке спуска (посадочные алгоритмы приводились в готовность №1) и осуществлена перекачка топлива из носовых баков ОК в кормовые для обеспечения посадочной центровки.
Полёт продолжался 206 минут (из них 197,5 минут самостоятельного полёта после отделения от РН), за это время корабль совершил два оборота вокруг Земли. Посадка была произведена на специально построенную взлётно-посадочную полосу аэродрома «Юбилейный» на Байконуре.
Полёт проходил полностью в автоматическом режиме с использованием бортового компьютера и бортового программного обеспечения. Данный факт — первый в мире полёт орбитального космического аппарата в космос и его возвращение на Землю в полностью автоматическом режиме — вошёл в Книгу рекордов Гиннесса.
Через полтора часа полёта БЦВК рассчитал параметры тормозного манёвра для схода с орбиты, которые были переданы в Центр управления полётами (ЦУП) в составе телеметрических данных. В 08:20 мск был включён основной двигатель «Бурана», который отработал заданную величину тормозного импульса, и корабль начал снижение. Ещё через полчаса, в 08:53 мск, на высоте около 90 км, связь с кораблём прекратилась из-за образования плазменных образований при входе в плотные слои атмосферы.
В 09:11 мск, когда «Буран» находился на высоте около 50 км и примерно в 550 км от посадочной полосы, он был обнаружен аэродромными локаторами Отдельного командно-диспетчерского пункта (ОКДП), и оттуда начался приём телеметрии. Скорость корабля в этот момент всё ещё почти в десять раз превышала скорость звука.
На этом участке полёта, по прогнозируемой логике движения, «Буран» при снижении должен был пройти на высоте ~16 км вдоль ВПП аэродрома в западном направлении, затем выполнить правый разворот на 180° в правой (по ходу полёта) половине цилиндра рассеивания энергии (ЦРЭ) и пойти на ВПП «восточным заходом», практически против ветра. Однако, по данным радиолокационных средств и телеметрии, через ~7 минут после выхода из плазмы, в ~09:18 мск, на высоте точки приведения H ≈ 20 км при M = 1,9, «Буран» неожиданно заложил левый крен до -50° и, резко поменяв курс, пошёл на левую половину ЦРЭ. Через ~1,5 минуты на высоте H ≈ 14,5 км при M ≈ 1,0 корабль прошёл практически поперёк оси ВПП, затем с правым креном до 50° начал движение по левой половине ЦРЭ. Как показал послеполётный анализ, БЦВК «Бурана» (с учётом коррекции от наземных средств) выбрал траекторию гашения энергии на предпосадочном манёвре, оптимальную для конкретных начальных условий захода на ВПП в этот день. В точке приведения на H = 20 км скорость полёта ОК хотя и не превышала расчётного допустимого значения, но была выше номинальной, что и потребовало более продолжительного торможения на левой половине цилиндра рассеивания энергии.
В ~09:21:30 мск «Буран» вышел с ЦРЭ, развернувшись почти на 180° по курсу, и в 09:22 мск на H ≈ 7 км при уже дозвуковой скорости вышел расчётным «восточным заходом» на касательную к цилиндру выверки курса (ЦВК). На высоте ~7 км на сближение с «Бураном» вышел самолёт сопровождения МиГ-25, пилотируемый Магомедом Толбоевым; в ЦУП и на ОКДП аэродрома начали получать телевизионное изображение орбитального корабля. Началось завершающее предпосадочное маневрирование. В ключевой точке на высоте 4 км «Буран» вышел на посадочную глиссаду. Изображение в ЦУП начали передавать аэродромные телекамеры. Ещё через минуту были выпущены шасси. В 09:24:42 мск ОК «Буран», преодолевая почти предельно допустимый боковой ветер, легко коснулся посадочной полосы. Были выпущены тормозные парашюты, и через 42 секунды ОК замер практически в центре ВПП. Дистанция пробега составила 1620 м, отклонение от осевой линии ВПП — всего 3 м. Бортовые и наземные средства управления при надёжной совместной работе обеспечили все требования по точности навигационной информации при посадке ОК и контролю его полёта.
ЦУП ещё в течение 10 минут после остановки корабля на полосе аэродрома контролировал приведение бортовых систем в исходное состояние и их выключение. По просьбе группы послеполётного обслуживания на ОКДП из ЦУП через спутник связи была выдана последняя команда на борт — системы «Бурана» были обесточены. Программа первого испытательного полёта ОК была выполнена полностью.

### Последующие события
В 1990 году работы по программе «Энергия-Буран» были приостановлены, а 25 мая 1993 года программа окончательно закрыта Решением Совета главных конструкторов при НПО «Энергия». При этом существует мнение[чьё?], что официального закрытия как такового не было — якобы, прекратить эту программу может только президент РФ.
В 2002 году единственный летавший в космос «Буран» (изделие 1.01) был разрушен при обрушении крыши монтажно-испытательного корпуса на Байконуре, в котором он хранился вместе с готовыми экземплярами ракеты-носителя «Энергия».
После катастрофы космического корабля «Колумбия», и в особенности с закрытием программы «Спейс шаттл», в западных СМИ неоднократно высказывалось мнение о том, что американское космическое агентство NASA заинтересовано в возрождении комплекса «Энергия-Буран» и предполагает сделать соответствующий заказ России в ближайшее время. Между тем, по сообщению агентства «Интерфакс», директор ЦНИИМаш Г. Г. Райкунов заявил, что Россия может вернуться после 2018 года к этой программе и созданию ракет-носителей, способных выводить на орбиту груз до 24 тонн; испытания её будут начаты в 2015 году. В дальнейшем предполагается создание ракет, которые будут доставлять на орбиту грузы весом более 100 тонн. На отдалённое будущее имеются планы по разработке нового пилотируемого космического корабля и многоразовых ракет-носителей.
Также в школе 830 при тушинском машиностроительном заводе открыт музей Бурана, в котором проводят экскурсии с ветеранами.
Корабль «Буран» имел принципиальное отличие — он мог совершать посадку полностью в автоматическом режиме с использованием бортового компьютера и наземного Комплекса радиотехнических систем навигации, посадки, контроля траектории и управления воздушным движением «Вымпел».

«Союз», «Спейс шаттл» и «Энергия-Буран»― сравнение

Комплекс «Спейс шаттл» состоит из топливного бака, двух твердотопливных ускорителей и самого космического челнока. За 6,6 секунды до момента старта (отрыва от стартового стола) запускаются три маршевых разгонных кислородно-водородных двигателя RS-25, размещённых на самом орбитальном ракетоплане (вторая ступень), а уже затем (в момент старта) — оба ускорителя (первая ступень), одновременно с подрывом крепёжных пироболтов.
«Шаттл» садится с неработающими двигателями. Он не имеет возможности несколько раз заходить на посадку, поэтому предусмотрено несколько посадочных площадок на территории США.
Комплекс «Энергия—Буран» состоял из первой ступени, представлявшей собой четыре боковых блока с кислород-керосиновыми двигателями РД-170 (в перспективе предусматривалось их возвращение и многоразовое использование), второй ступени с четырьмя кислород-водородными двигателями РД-0120, являющейся основой комплекса и пристыкованного к ней возвращаемого космического аппарата «Буран». При старте запускались обе ступени. После сброса первой ступени (4 боковых блока) вторая продолжала работать до достижения скорости чуть менее орбитальной. Довывод осуществлялся двигателями самого «Бурана», этим исключалось загрязнение орбит обломками отработанных ступеней ракеты.
Данная схема универсальна, поскольку позволяла осуществлять вывод на орбиту не только МТКК «Буран», но и других полезных грузов массой до 100 тонн. «Буран» входил в атмосферу и начинал гасить скорость (угол входа примерно 30°, постепенно угол входа уменьшался). Первоначально для управляемого полёта в атмосфере «Буран» должен был оснащаться двумя ТРД, устанавливаемыми в зоне аэродинамической тени в основании киля. Однако к моменту первого (и единственного) старта данная система не была готова к полёту, поэтому после входа в атмосферу корабль управлялся только рулевыми поверхностями без использования тяги двигателей. Перед приземлением «Буран» осуществил гасящий скорость корректирующий манёвр (полёт по нисходящей восьмёрке), после чего шёл на посадку. При посадке скорость составляла около 265 км/ч, во время входа в атмосферу доходила до 25 скоростей звука (почти 30 тысяч км/ч).
В «Шаттле» и «Буране» для испытательных запусков предусматривались катапультные кресла для двух пилотов; при наличии большего экипажа спасение катапультными креслами не было предусмотрено.
Главные конструкторы «Бурана» никогда не отрицали, что «Буран» был частично скопирован с американского «Спейс шаттла». В частности, генеральный конструктор Лозино-Лозинский ответил на вопрос о копировании следующим образом:

Генеральный конструктор Глушко посчитал, что к тому времени было мало материалов, которые бы подтверждали и гарантировали успех, в то время, когда полёты «Шаттла» доказали, что подобная «Шаттлу» конфигурация работает успешно, и здесь риск при выборе конфигурации меньше. Поэтому, несмотря на больший полезный объём конфигурации «Спирали», было принято решение выполнять «Буран» по конфигурации, подобной конфигурации «Шаттла».
…Копирование, как это указано в предыдущем ответе, было, безусловно, совершенно сознательным и обоснованным в процессе тех конструкторских разработок, которые проводились, и в процессе которых было внесено, как уже было указано выше, много изменений и в конфигурацию, и в конструкцию. Основным политическим требованием было обеспечение габаритов отсека полезного груза, одинакового с отсеком полезного груза «Шаттла».
…отсутствие маршевых двигателей на «Буране» заметно меняло центровку, положение крыльев, конфигурацию наплыва, ну, и целый ряд других отличий.

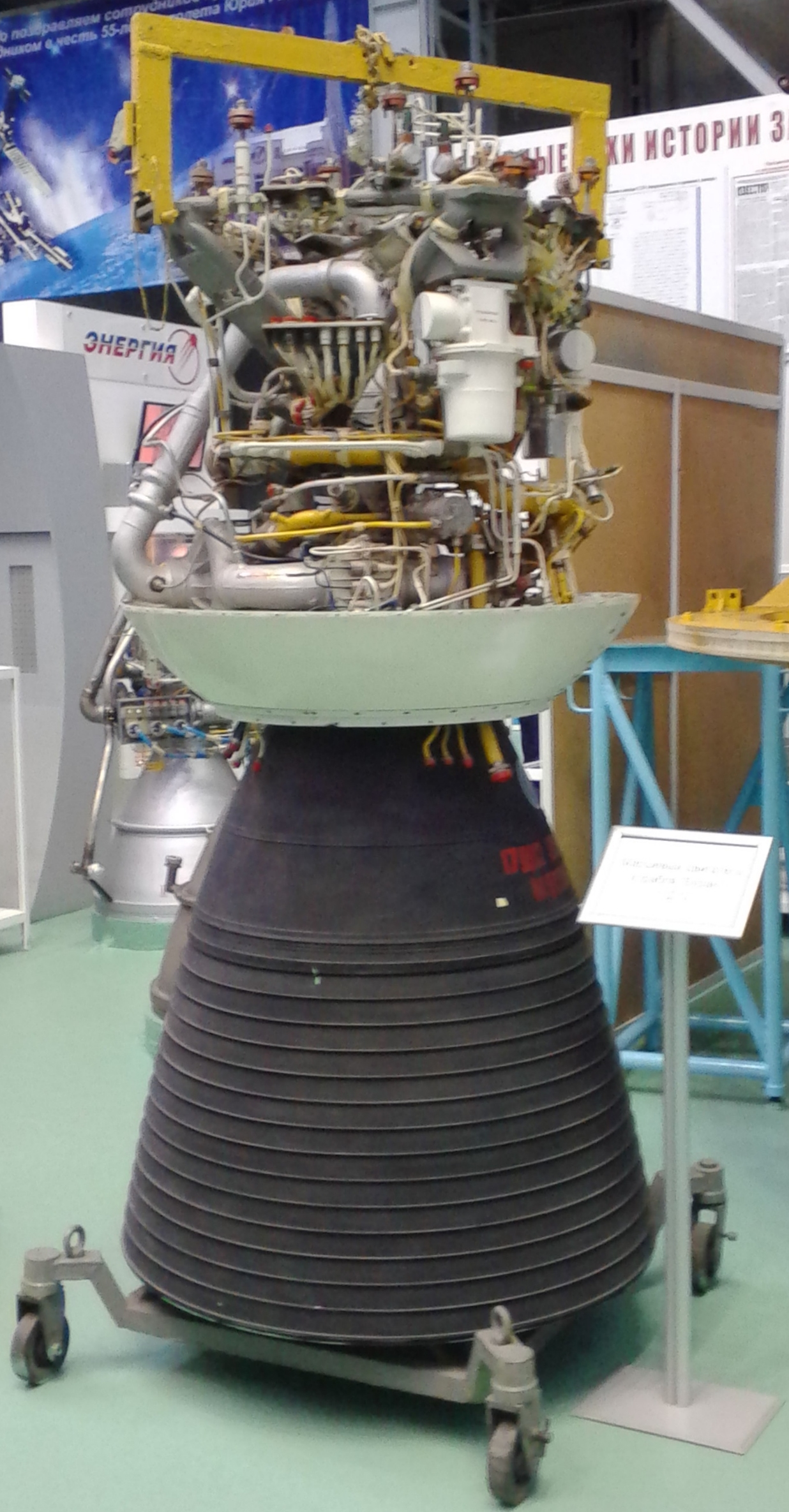
Разгонный двигатель «Бурана» 17Д12

Под отсутствующими маршевыми двигателями генеральный конструктор Лозино-Лозинский понимал именно главные разгонные двигатели, питаемые из внешнего топливного бака. Но на «Буране» присутствовали маршевые доразгонные двигатели объединённой двигательной установки (ОДУ), обеспечивавшие довыведение (дополнительный разгон с окончательным выведением) корабля на расчётную рабочую орбиту после отделения от ракеты-носителя, орбитальные манёвры и торможение перед сходом с орбиты. Топливо и окислитель для них хранились в бортовых топливных баках. У «Шаттла» подобными доразгонными двигателями являлись двигатели системы орбитального маневрирования вдобавок к главным маршевым разгонным, которые в отличие от Бурана находились на самом корабле, а не отдельной ракете.

### Причины и следствия различий систем
Первоначальный вариант ОС-120 (ОС означает «орбитальный самолёт»), появившийся в 1975 году в томе 1Б «Технические предложения» «Комплексной ракетно-космической программы», был практически полной копией американского «Спейс шаттла» — в хвостовой части корабля размещались три маршевых кислородно-водородных двигателя (11Д122 разработки КБЭМ тягой по 250 т. с. и удельным импульсом 353 сек на земле и 455 сек в вакууме) с двумя выступающими мотогондолами для двигателей орбитального маневрирования.
Ключевым вопросом оказались двигатели, которые должны были по всем основным параметрам быть равными или превосходить характеристики бортовых двигателей американского орбитального корабля (SSME и боковые твердотопливные ускорители).
Двигатели[какие?], созданные в воронежском КБ химавтоматики, оказались по сравнению с американским аналогом:
- тяжелее (3450 против 3117 кг),
- немного больше по габаритам (диаметр и высота: 2420 и 4550 против 2400 и 4240 мм),
- с несколько меньшей тягой (на уровне моря: 156 против 181 т. с.), хотя по удельному импульсу, характеризующему эффективность двигателя, несколько его превосходили.

При этом весьма существенной проблемой было обеспечение возможности многоразового использования этих двигателей. Для примера, изначально создававшиеся как многоразовые двигатели «Спейс шаттла» в итоге требовали такого большого объёма весьма дорогостоящих межпусковых регламентных работ, что «шаттл» экономически полностью не оправдал надежд на снижение стоимости выведения килограмма груза на орбиту.
По географическим причинам для вывода на орбиту одинаковой полезной нагрузки с космодрома Байконур необходимо иметь бо́льшую тягу, чем с космодрома на мысе Канаверал.
Для старта системы «Спейс шаттл» используются два твердотопливных ускорителя с тягой по 1280 т. с. каждый (самые мощные ракетные двигатели в истории), с суммарной тягой на уровне моря 2560 т. с., плюс общая тяга трёх двигателей SSME 570 т. с., что вместе создаёт тягу при отрыве от стартового стола 3130 т. с. Этого достаточно, чтобы с космодрома Канаверал вывести на орбиту полезную нагрузку до 110 тонн, включающую сам челнок (78 тонн), до 8 астронавтов (до 2 тонн) и до 29,5 тонн груза в грузовом отсеке. Соответственно, для вывода на орбиту 110 тонн полезной нагрузки с космодрома Байконур, при прочих равных условиях, требуется создать тягу при отрыве от стартового стола примерно на 15 % больше, то есть около 3600 т. с.
Орбитальный корабль ОС-120 должен был иметь вес 120 тонн (добавить к весу американского челнока два турбореактивных двигателя для полётов в атмосфере и систему катапультирования двух пилотов в аварийной ситуации). Простой расчёт показывает, что для вывода на орбиту полезной нагрузки в 120 тонн требуется тяга на стартовом столе более 4000 т. с.
В то же время получалось, что тяга маршевых двигателей орбитального корабля, если использовать аналогичную конфигурацию челнока с тремя двигателями, уступает американскому (465 т. с. против 570 т. с.), что совершенно недостаточно для второй ступени и довывода челнока на орбиту. Вместо трёх двигателей нужно было ставить 4 двигателя РД-0120, но в конструкции планера орбитального корабля запаса места и веса не было. Конструкторам пришлось резко снижать вес челнока.
Так родился проект орбитального корабля ОК-92, вес которого был снижен до 92 тонн, за счёт отказа от размещения маршевых двигателей вместе с системой криогенных трубопроводов, их запирания при отделении внешнего бака и т. д.
В результате проработки проекта, четыре (вместо трёх) двигателя РД-0120 были перенесены из хвостовой части фюзеляжа орбитального корабля в нижнюю часть топливного бака.
Тем не менее, «Буран» был оснащён двигателями маневрирования тягой 16 тонн, что позволяло ему при необходимости менять орбиту в широких пределах (в отличие от Шаттла, неспособного совершать столь активные орбитальные манёвры).
9 января 1976 года генеральный конструктор НПО «Энергия» Валентин Глушко утвердил «Техническую справку», содержащую сравнительный анализ нового варианта корабля «ОК-92».
После выхода постановления № 132-51, разработку планера орбитера, средств воздушной транспортировки элементов МКС и системы автоматической посадки поручили специально организованному НПО «Молния», которое возглавил Г. Лозино-Лозинский.
Изменения коснулись и боковых ускорителей. В СССР не имелось опыта проектирования, необходимой технологии и оборудования для производства таких больших и мощных твердотопливных ускорителей, аналогичных  использовавшимся в системе «Спейс шаттл», обеспечивая 83 % тяги на старте. Более суровый климат требовал более сложных химических веществ для работы в более широком температурном диапазоне, при этом твердотопливные ускорители создавали опасные вибрации, не допускали управления тягой и разрушали озоновый слой атмосферы своим выхлопом. Кроме этого, двигатели на твёрдом топливе уступают по удельной эффективности жидкостным — а СССР требовалось в связи с географическим положением космодрома Байконур для вывода равной по ТЗ Шаттлу полезной нагрузки большая эффективность.
Конструкторы НПО «Энергия» приняли решение использовать самый мощный из имеющихся ЖРД — двигатель, созданный под руководством Глушко, четырёхкамерный РД-170, который мог развивать тягу (после доработки и модернизации) 740 т. с. Однако пришлось вместо двух боковых ускорителей по 1280 т. с. использовать четыре по 740. Суммарная тяга боковых ускорителей вместе с двигателями второй ступени РД-0120 при отрыве от стартового стола достигла 3425 т. с., что примерно равно стартовой тяге системы «Сатурн-5» с кораблями «Аполлон» (3500 т. с.).
Возможность повторного использования боковых ускорителей была ультимативным требованием заказчика — ЦК КПСС и Министерства обороны в лице Д. Ф. Устинова. Официально считалось, что боковые ускорители являются многоразовыми, однако в тех двух полётах «Энергии», которые имели место, задача сохранения боковых ускорителей даже не ставилась. Американские ускорители опускаются на парашютах в океан, что обеспечивает довольно «мягкую» посадку, щадящую двигатели и корпуса ускорителей. В условиях же старта из казахстанской степи нет шансов провести «приводнение» ускорителей, а парашютная посадка в степи недостаточно мягкая для сохранения двигателей и корпусов ракет. Планирующая, либо парашютная с пороховыми тормозными двигателями посадка хоть и проектировались, но не была реализована в первых двух испытательных полётах, а дальнейшие разработки в этом направлении, включая спасение блоков как первой, так и второй ступени с помощью крыльев, не были осуществлены вследствие закрытия программы.
Изменения, ставшие отличиями системы «Энергия — Буран» от системы «Спейс шаттл», имели следующие результаты:
- в системе «Энергия — Буран» многоразовым элементом в первом полёте был лишь сам орбитальный корабль, а блоки первой ступени и центральный блок утрачивались в процессе запуска, невозможность повторного использования всех восьми маршевых двигателей первой и второй ступеней существенно повысила стоимость старта, которая, по некоторым данным превысила 1 млрд долларов против 450 млн. у «Шаттла»[41].
- с другой стороны, была создана универсальная транспортная космическая система, позволявшая, в отличие от американцев, выводить в космос не только «Буран», но и произвольные тяжёлые грузы массой до 100 тонн, в то время у США челнок является неотъемлемой частью транспортной системы и груз ограничен 29,5 тоннами, причём из-за особенностей центровки орбитального корабля ни одного полёта с полной загрузкой так и не было совершено. Классическая же система выводимых на орбиту грузов как правило предусматривает верхнее расположение. В США существовали планы создания одноразовой только грузовой системы на базе Шаттла (Shuttle-C[англ.]), но они не были реализованы.

## Технические характеристики
Технические характеристики корабля «Буран» имеют следующие значения:
- длина — 36,4 м[1]:5;
- размах крыла — 24 м[1]:5;
- высота корабля, стоящего на шасси, — 16,5 м[1]:5,
- стартовая масса — 105 т при максимальной массе полезного груза[1]:5;
- грузовой отсек шириной 4,7 м, длиной 18,55 м и объёмом 350 м³ вмещает полезный груз массой до 30 т для доставки на орбиту, до 20 т для возвращения[1]:5.

В носовой отсек «Бурана» вставлена герметичная цельносварная кабина для экипажа, для проведения работ на орбите (до 10 человек) и большей части аппаратуры, для обеспечения полёта в составе ракетно-космического комплекса, автономного полёта на орбите, спуска и посадки. Кабина имеет два этажа: верхний — командный отсек (КО) и нижний — бытовой отсек (БО), под которым расположен агрегатный отсек с не требующим постоянного доступа оборудованием. Объём кабины составляет свыше 70 м3.
«Буран» имеет треугольное крыло с двойной стреловидностью, а также аэродинамические органы управления, работающие после возвращения в плотные слои атмосферы и при посадке — руль направления, элевоны и аэродинамический щиток.
Две группы двигателей для маневрирования размещены в конце хвостового отсека и передней части корпуса. Выполняется манёвр возврата или выхода на одновитковую траекторию.
Впервые в практике двигателестроения была создана объединённая двигательная установка, включающая топливные баки окислителя и горючего со средствами заправки, термостатирования, наддува, забора жидкости в невесомости, аппаратурой системы управления и так далее. В состав ОДУ входят:
- Два двигателя орбитального маневрирования с тягой по 90 кН, пустотным удельным импульсом тяги 362с и с числом включений до 5000 за полет;
- 38 управляющих двигателей с тягой по 4 кН, удельным импульсом тяги 275…295с (в зависимости от назначения) и числом включений до 2000 за полет;
- Восемь двигателей точной ориентации с тягой по 200Н, удельным импульсом 265с и с числом включений до 5000 за полет;
- Четыре твердотопливных двигателя экстренного отделения с тягой по 28 кН и суммарным импульсом тяги по 35 кН с.

Бортовой комплекс управления на основе компьютера ЕС ЭВМ 2 (архитектура IBM System/370) содержал около пятидесяти программных систем. Часть системных команд ЕС ЭВМ 2 не была реализована, но добавлены оригинальные команды общего назначения. На борту корабля находилось два комплекта БЦВМ «Бисер-4» (элементная база — микропроцессор К582) по четыре аппаратно-параллельных компьютера и аппаратного компаратора, допускающего автоматическое отключение подряд двух компьютеров в случае аварийных результатов (4 основных + 4 резерв). Для сравнения, КК «Space Shuttle» в 1980 году имел квадруплексную БЦВМ с трёхкратным аппаратным резервированием на основе вычислителей семейства IBM System/4 Pi.
При разработке программного обеспечения (ПО) для наземных систем космического корабля использовались технология структурного проектирования программ с использованием языка ДИПОЛЬ, а для решения задач моделирования использовался язык ЛАКС. ПО БЦВМ и Операционная Система (ОС) были написаны на языках ПРОЛ2 (по мотивам языка ПРОЛОГ) и Assembler/370. В разработке ПО была широко использована концепция R-технологии (R-машина и R-язык), с использованием системы автоматизации программирования и отладки САПО. Применение компьютерных технологий, разработанных в СССР, позволило в короткие сроки разработать программные комплексы объёмом около 100 Мб. В случае отказов ракетных блоков первой и второй ступеней ракеты-носителя система управления орбитального корабля обеспечивает его аварийное возвращение на землю в автоматическом режиме.
Первостепенное значение для успешного преодоления гравитационно обусловленных термических и пневматических нагрузок, возникающих при прохождении корабля в плотных слоях атмосферы, имеет его защитная обшивка. Ряд научно-исследовательских организаций страны получил задание по разработке огнеупорных материалов, соответствующих в характеристиках стойкости этим экстремальным техническим условиям. Институту химии силикатов (Ленинград), в числе других учреждений выполнявшему эти работы, была доверена роль их координации, а общее руководство осуществлял физико-химик М. М. Шульц. Для теплозащиты «Бурана» был разработан новый материал на основе кварцевых волокон, из которого было изготовлено около 40000 белых и чёрных полых плиток, которые установили на поверхности «Бурана». Сильнее всего нагревавшиеся участки поверхности «Бурана» покрыли другим новым материалом, Гравимолом, на основе углеродных волокон, способным выдерживать температуру до 1600 °C:23—24. Полная масса теплозащиты «Бурана» была примерно 9 тонн:6.
Одним из многочисленных специалистов по теплозащитному покрытию был Сергей Летов (впоследствии музыкант).

## В филателии

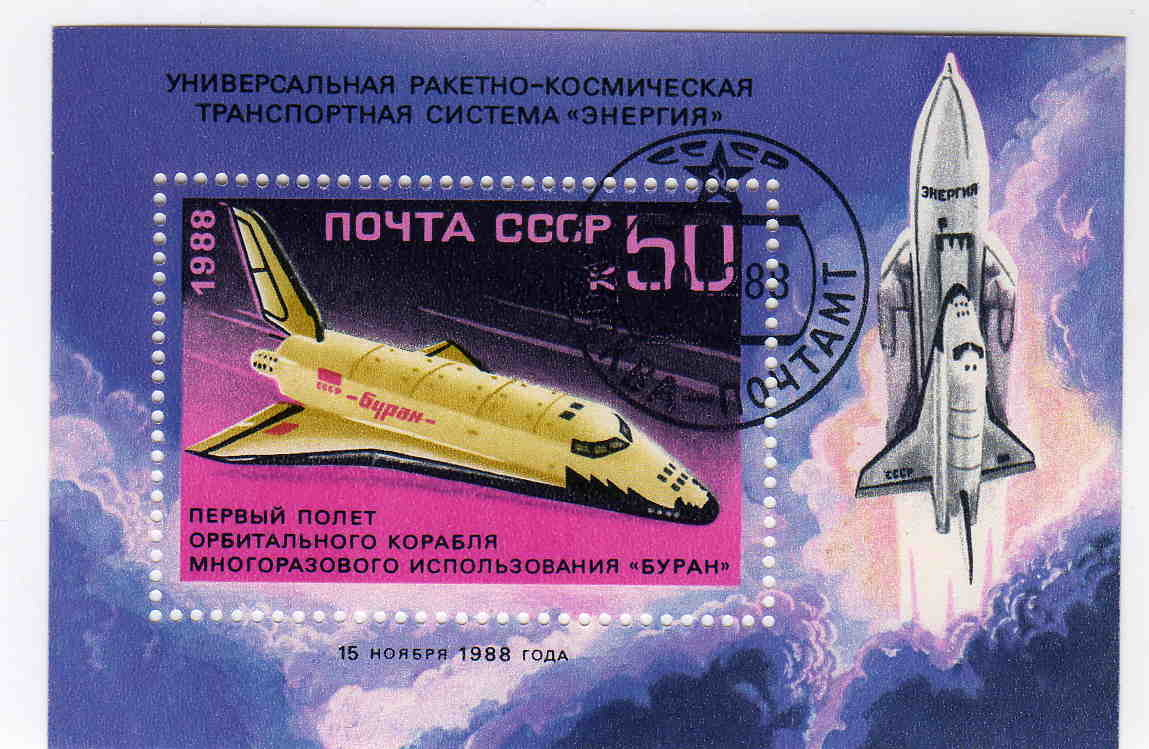
Почтовый блок СССР 1988 года  (ЦФА [АО «Марка»] № 6036)
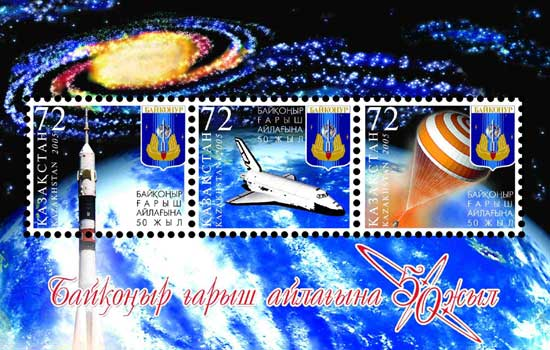
Буран на почтовой марке Казахстана в почтовом блоке «50 лет космодрому Байконур»
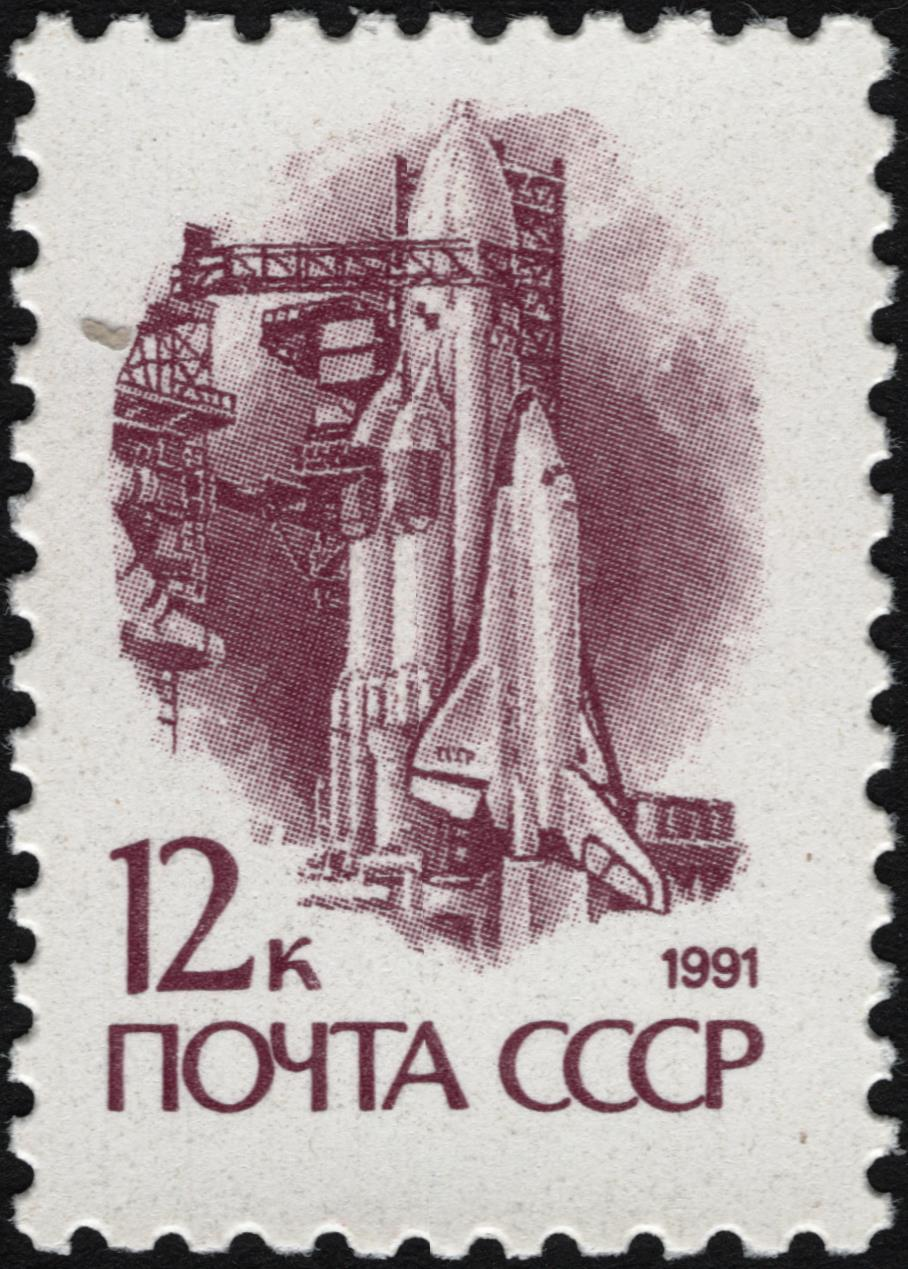
Почтовая марка СССР 1991 года  (ЦФА [АО «Марка»] № 6300)
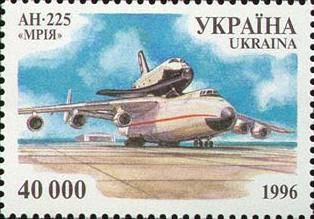
Почтовая марка Украины 1996 года